# Mikuláš Furdík
Mikuláš Furdík (31. května 1905 Zvolen – 29. dubna 1967 Bratislava) byl slovenský chemik a vysokoškolský pedagog.

## Životopis
V letech 1922–1923 studoval strojní inženýrství, v letech 1923–1924 chemickou technologii na ČVUT v Praze, v letech 1924–1928 na VUT v Brně. Roku 1928 Ing., 1955 mimořádný, 1966 univ. profesor. Během studií v Praze spolupracoval s davisty. Roku 1944 účastník SNP, člen Revolučního národního výboru ve Zvolenu, 1944–1945 žil v ilegalitě v Banské Bystrici. Působil jako chemik na několika závodech na Slovensku. Později vysokoškolský profesor, na Přírodovědecké fakultě UK v Bratislavě založil Katedru organické chemie a biochemie. Autor původních prací, patentů, posudků, zpráv a recenzí. Publikoval v odborných časopisech a sbornících.